# Crisis de Kodori de 2001

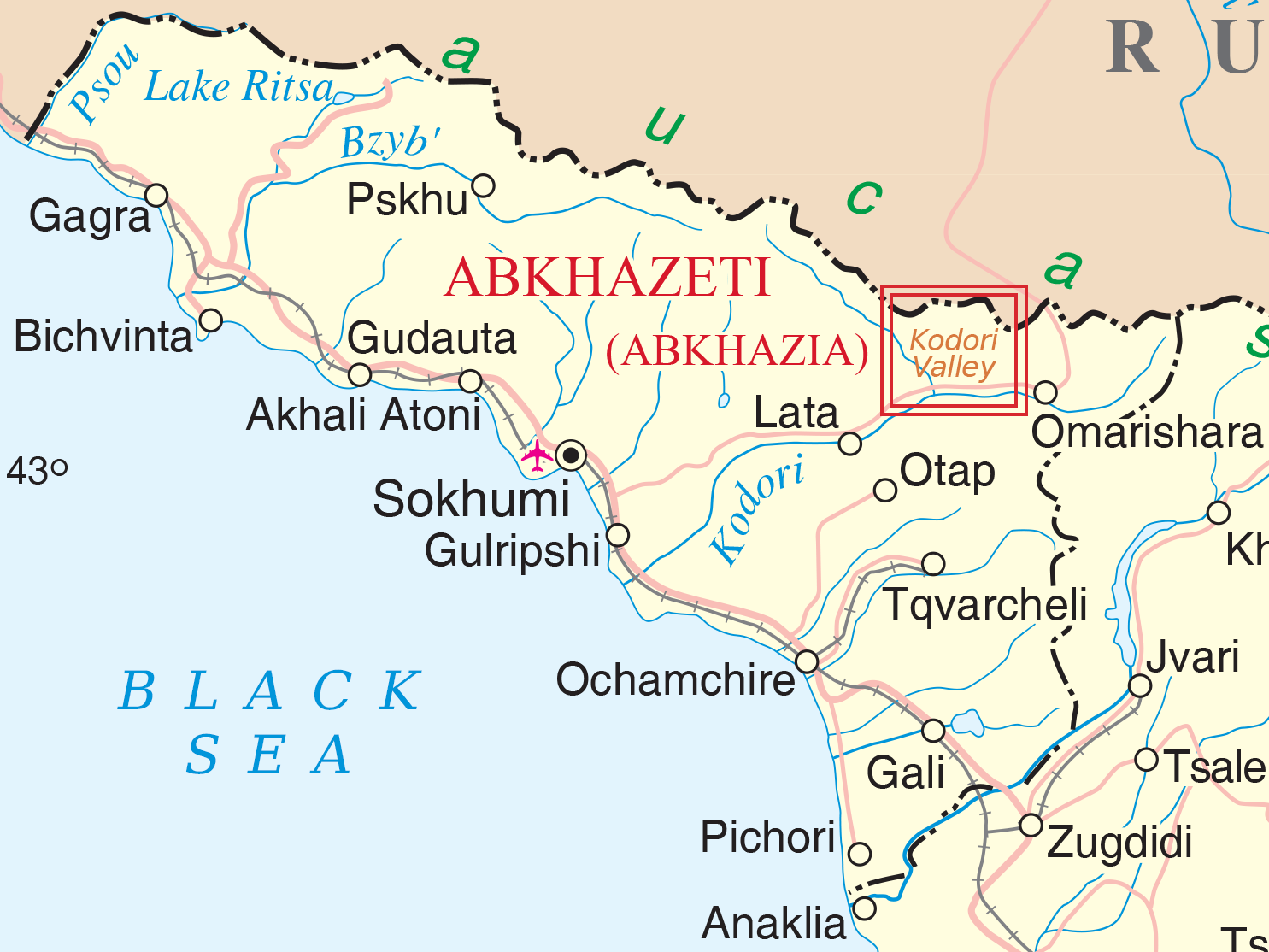
Mapa del Valle de Kodori, Abjasia.

La crisis de Kodori de 2001 fue un enfrentamiento en el valle de Kodori, Abjasia, en octubre de 2001 entre georgianos (apoyados por combatientes de etnia chechena) y fuerzas abjasias. La crisis fue ignorada en gran medida por los medios de comunicación mundiales, que se centraron en el ataque simultáneo de Estados Unidos a Afganistán. Los enfrentamientos resultaron en la muerte de al menos 40 personas.

## Cronología
El 4 de octubre de 2001, un grupo de combatientes chechenos y georgianos liderados por el comandante Ruslan Gelayev ingresaron al desfiladero desde el lado georgiano y atacaron la aldea Giorgievskoe. Luego, el 8 de octubre de 2001, un helicóptero que transportaba observadores de las Naciones Unidas fue derribado sobre Kodori, matando a nueve.

## Consecuencias
El 5 de agosto de 2004, Valery Chkhetiani, uno de los combatientes georgianos capturados por las fuerzas abjasias, sufrió un derrame cerebral durante una caminata y fue trasladado a un hospital, donde murió dos días después, el 7 de agosto. Chkhetiani, residente de Kutaisi y nacido en 1973, había sido condenado a una pena de prisión de 15 años.
El 29 de julio de 2006, Mart Laar, ex primer ministro de Estonia y luego asesor del presidente georgiano, fue citado diciendo que el conflicto de Kodori fue diseñado por Rusia. Laar también advirtió que se esperan futuras provocaciones de Georgia por parte de Rusia, pero que Georgia se ha preparado para superar cualquier desafío que plantee Rusia.
El 30 de abril de 2008, Rusia acusó a Georgia de reunir 1500 soldados en la región de Kodori en preparación para invadir Abjasia. Georgia sostuvo que las tropas estaban presentes de conformidad con un acuerdo de 1994 que permitía la presencia de fuerzas de mantenimiento de la paz en la región y eran esenciales para mantener el orden después de la crisis de Kodori de 2001. Rusia respondió desplegando tropas en la región, aumentando aún más las tensiones entre Rusia y Georgia. Estas fuerzas participarían más tarde en la guerra de 2008.